# Filip Hohenlohe-Neuensteinski
Filip Hohenlohe (* 17. februarja 1550 v Weikersheimu ; † 6 marec 1606 v IJsselsteinu) je bil grof Hohenlohe-Neuensteinski, včasih imenovan tudi baron Langenburški, ki se je kot general boril na strani upornikov v špansko-nizozemski vojni.

## Predniki
Grof Filip Hohenloški je bil sin grofa Ludvika Kazimirja  Hohenlohe-Neuensteinskega (1517-1568) in grofice Ane iz Solms-Licha (1522-1594).

## Življenje
V otroštvu in mladosti je grofa Filipa in njegove brate poučeval protestantski pastor Gal Hartmann v Neuensteinu.  Od 1561 do 1663 je študiral na Univerzi v Strasbourgu in od 1566 do 1568 na Univerzi v Tübingenu.
Leta 1575 je na lastne stroške opremil skupino 127 nemških konjenikov in z njimi jezdil na Nizozemsko, da bi podprl osvobodilni boj protestantskih upornikov princa Viljema Oranskega. Njegovi konjeniki so tvorili jedro dveh čet, ki ju je vodil v bitko z nadaljnjimi vpoklici na Nizozemskem. Princ Oranski ga je uporabil za obrambo južne meje proti Brabantu. Več podvigov proti Špancem, zlasti osvojitev Geertruidenberga, Den Boscha in Brede. Hohenlohe se je hitro povzpel do čina polkovnika in generalpodpolkovnika.  Po prebegu grofa Rennenberškega od upornikov k Špancem se je Filip Hohenloški odpravil proti severu, da bi se boril proti njemu. Leta 1579 je zadušil kmečki upor v Drenteju in leta 1580 doživel poraz od polkovnika Martina Schenka Nideggenskega, ki se je bojeval na strani Špancev. Tu mu ni uspelo nadaljevati obleganja Groningena, tako da je severno mesto ostalo trdno v španskih rokah naslednje desetletje. Naslednja štiri leta, ki so vodila do nasilne smrti princa Viljema Oranskega leta 1584, so se vlekla s številnimi spopadi, ki so bili zaznamovani z različnimi stopnjami uspeha in so potekali v severnih in vzhodnih provincah. Smrt oranskega princa je Hohenloheju dala vlogo mentorja njegovemu mlademu nasledniku Mavriciju Oranskemu. Leta 1585 se je grof Leicester  z angleškimi četami pridružil v boju proti Španiji v podporo uporniškim provincam. Leicester je bil imenovan za generalnega guvernerja s strani generalnih stanov in kmalu je prišel v nasilen konflikt s Filipom Hohenloškim. Grof Leicester je Hohenloheja, okoli katerega so se še vedno zbirali stari privrženci princa Oranskega, slabšalno imenoval "Hollock". V letih, ki so sledila, je bil Hohenlohe politično vse bolj marginaliziran, nenazadnje tudi zaradi zasebnih prepirov z Mavricijem Oranskim. Ker se je Hohenlohe od leta 1582 poskušal poročiti s starejšo polsestro princa Mavricija, je ta to razumel kot poskus ropa velikega dela njegove dediščine. Mavricij Oranski, ki je navsezadnje leta 1595 postal Hohenlohejev svak, je leta 1599 zadnjič dejavno vključil grofa Filips v boje. Da bi dodatno podprl stvar upornikov, je Filip Hohenloški uspel pridobiti svojega nečaka Filipa Ernsta, ki se je prav tako začasno odpravil bojevat na Nizozemsko.

## Gospodovanje
Od leta 1568 je grof Filip vladal očetovi dediščini skupaj z brati Albrehtom (1543-1575), Wolfgangom (1546-1610) in Friderikom (1553-1590). Šele leta 1586 so trije preostali bratje uredili dediščino tako, da je grof Filip Hohenlohe-Neuensteinskemu pripadel grofu Wolfgangu II. Hohenlohe-Weikersheim in grof Friedrich Hohenlohe-Langenburškemu Kirchberg. Po smrti grofa Friderika leta 1590 je Hohenlohe-Kirchberg pripadel grofu Filipu, Hohenlohe-Langenburg pa njegovemu bratu, grofu Wolfgangu II.

## Družina
Grof Filip se je leta 1595 poročil s princeso Marijo Oransko-Nassausko (1556–1616), hčerko Viljema Oranskega, z Ano Egmondsko. Iz zakona grofa Filipa z Marijo je bil samo en sin, ki je umrl mlad. Po njegovi smrti je Marija svojega moža prekopala v kolegialno cerkev Öhringen, kjer je bil pokopan 5. novembra 1606.